# Hiberno-normand

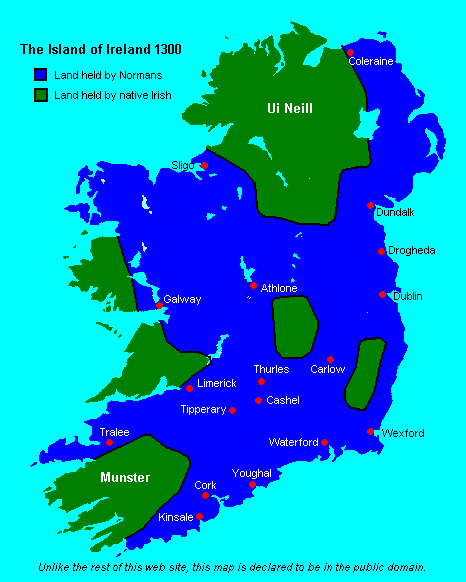
Territoris sota control hiberno-normand a Irlanda vers l'any 1300.

El terme hiberno-normand s'utilitza per descriure els senyors normands que van colonitzar Irlanda, sense reconèixer-se verdaderament com a vassalls envers els anglo-normands instal·lats a Anglaterra.
El prefix «hiberno» deriva de « Hibèrnia » i significa « en relació amb Irlanda o els irlandesos». Hom troba, entre els més eminents d'entre els Hiberno-Normands, els de Burgh o de Burgo (llavors Mac William & Burke) els Connacht, els Fitzgerald de Kildare de Desmond i de Kerry (el prefix Fitz és particularment hiberno-normand). Els Butler d'Ormond els El Poer de Waterford i els de Bermingham.
Cap a la fi del segle xvi, es comença a aplicar el terme de «vell anglès» als Hiberno-Normands. En irlandès, els hiberno-normands eren anomenats «gaills» (estrangers »), mentre que els anglesos nascuts a Anglaterra eren anomenats «sassenach» («saxons»).
Pel joc dels inter matrimonis, les famílies Hiberno-Normandes van ser assimilades a poc a poc per la societat gaèlica; algunes esdevingueren, segons la fórmula cèlebre "Hibernicis ipsis Hiberniores" (Més irlandesos que els mateixos irlandesos).